# Hartmut Rosa
Hartmut Rosa (ur. 15 sierpnia 1965 w Lörrach) – niemiecki socjolog i politolog, badacz społecznych wymiarów czasu i jego współczesnych przemian. Wykładowca Uniwersytetu Friedricha Schillera w Jenie oraz dyrektor Kolegium Maxa-Webera na Uniwersytecie w Erfurcie.

## Życiorys
Studia rozpoczął na Uniwersytecie Albrechta i Ludwika we Fryburgu na kierunku praca socjalna, które ukończył w 1993 roku z wyróżnieniem. Doktorat z nauk społecznych otrzymał na Uniwersytecie Humboldtów w Berlinie w 1997 r., za pracę Identität und kulturelle Praxis. Politische Philosophie nach Charles Taylor (Tożsamość i praktyka kulturowa. Filozofia polityczna po Charlesie Taylorze).
Po otrzymaniu stopnia naukowego doktora, rozwijał swoją karierę naukową na Uniwersytecie Friedricha Schillera w Jenie, gdzie został w 2005 roku mianowany profesorem socjologii ogólnej i teoretycznej. Od 2013 roku prowadzi Kolegium Maxa-Webera na Uniwersytecie w Erfurcie, instytut zajmujący się kulturą i naukami społecznymi.
Od 2011 roku jest rzecznikiem grupy badawczej DFG „Landnahme, Acceleration, Activation (Post-growth Society)”, zajmującej się krytyką wzrostu.

## Praca badawcza
Hartmut Rosa w swoich badaniach porusza problemy socjologii czasu, teorii tożsamości i nowoczesności. Zajmuje się krytyką społeczną i analizą relacji podmiotu ze światem, w tym szczególnie patologiami życia codziennego w postaci zróżnicowanych form wyobcowania oraz próbami ich przezwyciężenia, które określa mianem relacji rezonowania ze światem.
Najbardziej znaną ideą Hartmuta Rosy jest teoria społecznego przyspieszenia w czasach współczesnych. Według badacza szybkie przyspieszenie rozwoju technologicznego i wzrostu ekonomicznego, rozpoczęte w XIX i XX wieku, wpływa na deficyt czasu wśród społeczeństwa. Wielość możliwości, które przynosi nowoczesność, sprawia, że ludzie nie mogą osiągnąć poczucia zrealizowania. Zaprzeczenie swoją postawą temu ciągłemu dążeniu do wzrostu, powoduje w konsekwencji zepchnięcie na gorszą pozycję. Rosa twierdzi, że nie da się zapanować nad prędkością przyspieszenia, ponieważ stało się ono zjawiskiem niezależnym od woli ludzi. Próby oszczędności czasu paradoksalnie nie powodują, że ludzie mają więcej czasu wolnego, ale wykonują więcej dodatkowych rzeczy lub robią je w sposób bardziej intensywny.
W języku polskim ukazało się wprowadzenie w jego najważniejsze koncepcje Przyspieszenie, wyobcowanie, rezonans. Projekt krytycznej teorii późnonowoczesnej czasowości (2020). Syntetyczne podsumowanie własnych koncepcji socjologicznych Rosa zawarł w wykładzie wygłoszonym dla polskiej publiczności w Europejskim Centrum Solidarności pt. Solidarność i rezonans.